# ポータケット (ロードアイランド州)
ポータケット（英: Pawtucket）は、アメリカ合衆国ロードアイランド州のプロビデンス郡にある都市。人口は7万5604人（2020年）で、州内第4位である。州都プロビデンスの北にあり、プロビデンス都市圏に含まれる。

## 歴史

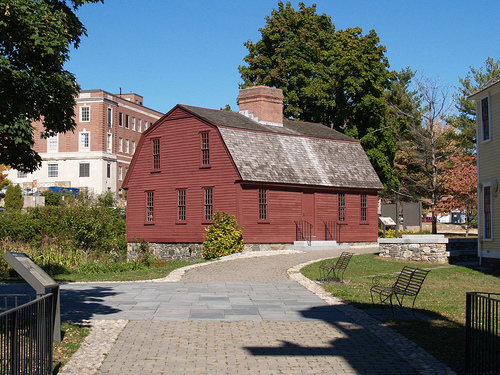
シルバナス・ブラウンの家

ポータケットはアメリカにおける産業革命のときに綿繊維産業の中心だった。1793年、ポータケット中心街の側にあるブラックストーン川のポータケット滝にサミュエル・スレイターが建設したスレイター工場は、アメリカ合衆国でも初めて水力を使って完全に機械化した綿糸紡績工場であり財務的に成功したものだった。他にも製造業者が続き、ポータケットを繊維産業、鉄工などの工業の中心地に変えていった。
ニューイングランドの繊維産業が世界恐慌のときに衰退し、多くの製造業者はその設備を閉鎖するか、安い当動力を求めて南部に移転するかした。しかし地域内の多くの古い工業町とは異なり、ポータケットはその工業基盤の多くを保持できた。今日ポータケットで生産される製品は、レース、不織布と弾性職布、宝石、銀器、金属と繊維製品が挙げられる。玩具やゲームでは世界最大級のメーカーであるハズブロがポータケットに本社を置いている。
元々ポータケットは2か所あった。ブラックストーン川の西岸にあったポータケットは隣接するノースプロビデンスの一部だった。東岸のポータケットはマサチューセッツ湾植民地のレホボスの町の一部として入植された。1860年代にイースト・ポータケットがロードアイランド州に割譲され、西岸と東岸のポータケットが一つになった。その町が後の1886年に市になった。

## 地理
ポータケットは北緯41度52分32秒 西経71度22分34秒 / 北緯41.87556度 西経71.37611度に位置する。
アメリカ合衆国国勢調査局に拠れば、市域全面積は9.0平方マイル (23.3 km2)、このうち陸地は8.7平方マイル (22.6 km2)、水域は0.3平方マイル (0.7 km2)で水域率は2.89％である。ポータケット市内はブラックストーン川、潮汐のあるシーコンク川、およびテンマイル川が流れている。

## 交通

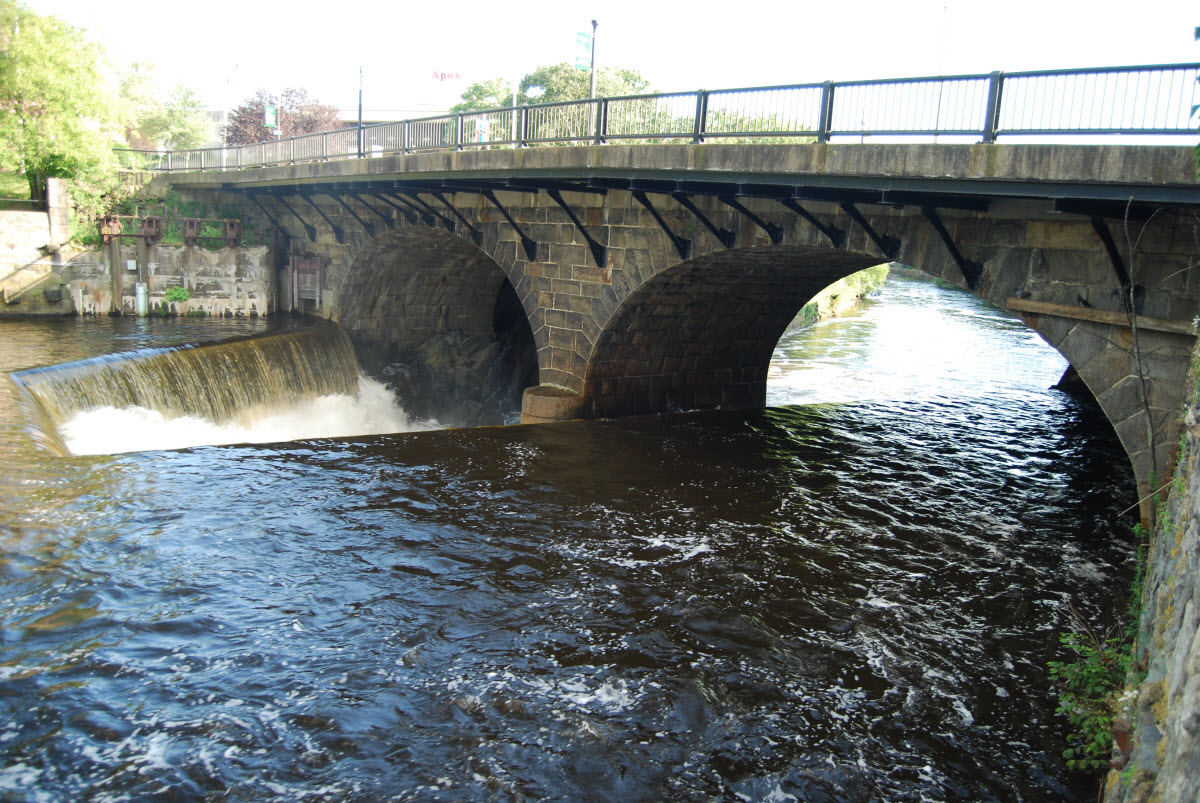
メインストリート橋

アムトラックの北東回廊とマサチューセッツ湾交通局のプロビデンス・ストートン線がポータケット市内を通っているがどちらも市内に停車駅が無い。ポータケット・セントラルフォールズ鉄道駅での乗降も1959年に終わった。最近ポータケットの古い鉄道駅を改修するか沿線にあるプラットフォームを使って停車駅にしようという議論がある。通勤客はニューポート・アベニューから州境を越えてサウスアトルボロにある停車駅を利用できる。マサチューセッツ湾交通局はプロビデンス・ストートン線の列車でポータケットの乗り継ぎ施設を運営している。これは駅ではなく、単に列車が終夜停めておかれる場所である。アムトラックを使うとすれば、一番近い駅はプロビデンス駅である。
市内では公共バス輸送を使うことができる。ロードアイランド州公共輸送局がポータケット中心街に中継停留所を運営しており、市内の様々な場所や近くの町への路線がある。バスの利用者はプロビデンス中心街の中継停留所、あるいはスミスフィールド・アベニューかポータケット・アベニューの停留所でロードアイランド州公共輸送局のバスを利用できる。プロビデンスの停留所であるケネディ・プラザからは州内のほとんどの場所へ向うバスを利用できる。

### 高規格道路
州間高速道路95号線とアメリカ国道1号線がポータケット西部を通っている。市内の州間高速道路95号線にある最低速度標識は中心街近くにあるSカーブのためである。市内の特定の建築物を保存するために道路計画者が高規格道路に鋭いカーブを作った。

### 中心街回廊
ポータケットの中心街回廊は中心街を巡る一方通行の環状路である。これはイギリスの環状道路の概念に近いものである。同じような方式がプロビデンスでも試みられた。
中心街回廊にはイーズと・アベニュー、ハイ・ストリート、サマー通り、ゴフ・アベニュー、デクスター通りおよびパークプレース・ウェストを使っている。回廊の半円はアメリカ国道1号線の片側を通っている。一部は州道15号線の西行きと州道114号線の北行きとなっている。頭上看板には大きく回廊の頭文字'C' が書かれている。
中心街回廊には現在表示が無く、道の形態のみが残っている。プロビデンス中心街の環状道路も同じような運命を辿った。

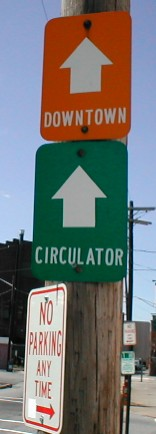
唯一残っている標識
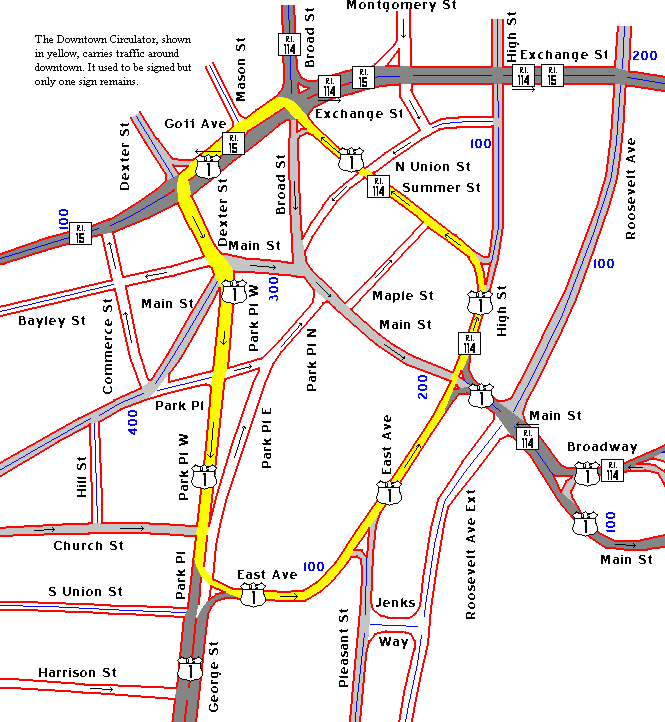
道路地図
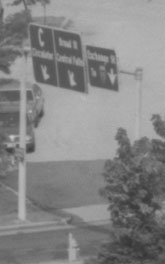
以前の頭上標識、左に大きな'C' の文字がある

## 人口動態
以下は2000年国勢調査による人口統計データである。
| 基礎データ - 人口: 72,958人 - 世帯数: 30,047世帯 - 家族数: 18,508家族 - 人口密度: 3,223.0人/km2（8,351.2人/mi2） - 住居数: 31,819軒 - 住居密度: 1,405.7軒/km2（3,642.2軒/mi2） 人種別人口構成 - 白人: 75.39% - アフリカン・アメリカン: 7.31% - ネイティブ・アメリカン: 0.30% - アジア人: 0.85% - 太平洋諸島系: 0.06% - その他の人種: 10.75% - 混血: 5.34% - ヒスパニック・ラテン系: 13.90% 年齢別人口構成 - 18歳未満: 24.9% - 18-24歳: 9.1% - 25-44歳: 31.3% - 45-64歳: 19.9% - 65歳以上: 14.8% - 年齢の中央値: 35歳 - 性比（女性100人あたり男性の人口） - 総人口: 90.2 - 18歳以上: 85.9 | 世帯と家族（対世帯数） - 18歳未満の子供がいる: 30.5% - 結婚・同居している夫婦: 39.7% - 未婚・離婚・死別女性が世帯主: 16.8% - 非家族世帯: 38.4% - 単身世帯: 32.3% - 65歳以上の老人1人暮らし: 12.5% - 平均構成人数 - 世帯: 2.41人 - 家族: 3.07人 収入と家計 - 収入の中央値 - 世帯: 31,775 米ドル - 家族: 39,038米ドル - 性別 - 男性: 31,129米ドル - 女性: 23,391米ドル - 人口1人あたり収入: 17,008米ドル - 貧困線以下 - 対人口: 16.8% - 対家族数: 14.9% - 18歳以下: 24.5% - 65歳以上: 15.2% |

2000年時点で、ポータケット住人の20.6％はフランス系あるいはフランス系カナダ人である。隣接するプロビデンス市、イーストプロビデンス市、マサチューセッツ州のフォールリバー市およびニューベドフォード市と同様、ポータケットには旧ポルトガル海上帝国領からのかなりの数の移民がおり人口比率は11.6％である。またカーボベルデからの移民も多い。
またチャールズ・テーラー大統領の支配するリベリアから避難してきたリベリア人が多いことではアメリカ合衆国で数少ない町の一つである。ロードアイランド州は国内でもリベリア人の人口比率が高い州である。ポータケットはリベリアだけでなく西アフリカからの移民の数も多い。

## 文化
ポータケット市はノースイースタン大学の研究者アン・ガリガンを雇って芸術と文化の計画を作らせた。芸術家を保持し惹きつけることに市がもっと積極的になれば、ポータケットで成長している芸術家の社会のニーズにより効果的に応えられる資源を配分することができると考えた結果だった。
ポートタケットは芸術と文化の中心と呼ばれるようになっている。2004年のニューヨーク・タイムズの記事では市が行っている芸術家を惹きつける努力やお役所仕事に伴う問題が続いていることを取り上げている。2008年のドキュメンタリー『ポータケットの興隆』でも芸術家の流入と以前は荒廃していた市の地区での文化活動を批評している。
ポータケット市は毎年9月にポータケット芸術協同組合会員との協業で芸術祭を開催している。また独立組織がプロデュースする1日の音楽行事であるリバーシングも開催している。
1978年にアメリカ系フランス人系図学学会が創設された。

## 教育

### 公立学校
ポータケットの公共教育はポータケット学校部が管轄しており、その範囲には高校4校、中学3校、小学校10校が含まれている。高校の1つはジャクリーン・M・ウォルシュ芸能美術学校である。

### カトリック教系学校
ポータケットのクォリティヒル地区にはセントラファエル・アカデミーがある。これはセントジョン・ザ・バプテスト・ド・ラ・サールを基盤に設立された私立カレッジ予備校である。生徒数500人、生徒と教員の比率15:2の小さな学校である。野球、アメリカンフットボール、バスケットボール、ソフトボールなどスポーツ分野で大変成功している。この学校はウィリアム・E・トールマン校とライバル関係にある。70年以上にわたってマッコイ・スタジアムで競われる感謝祭フットボール試合を行っていた。現在ウィリアム・E・トールマン校が公立のチャールズ・E・シー高校と毎年対抗するようになったためにこの試合は行われていない。
他にフェアローン地区には小さな女子カトリック系高校であるビショップ・キーフ高校がある。カトリック系小学校は3校ある。

## スポーツ

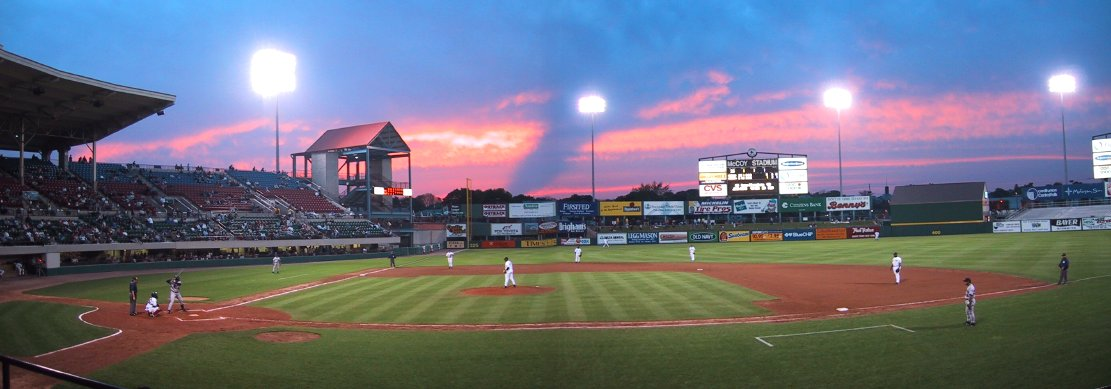
マッコイ・スタジアムでのナイター、2002年

ボストン・レッドソックス傘下でベン・モンドーが所有するAAAマイナーリーグチーム、ポータケット・レッドソックスがポータケットを本拠地にしている。1981年4月18日、マッコイ・スタジアムで行われたポータケット・レッドソックス対ロチェスター・レッドウイングスの試合は2日間にわたって戦われ、延長33回、8時間25分はアメリカのプロ野球史上最長の試合となっている。ポータケットにおけるプロ野球の歴史は1892年に始まっており、途中にはポータケット・インディアンスなどのチームが存在した。
1934年、ナラガンセットパーク競馬場がサラブレッドの競馬場として開場した。ここでは1978年に閉鎖されるまでに、アメリカ競馬名誉の殿堂博物館入りしたウォーアドミラル、シービスケットおよびガンボウなどアメリカ合衆国中の名馬を惹きつけた重要な競走が開催されていた。

## 公園とレクリエーション
スレーター記念公園にはテニスコートやピクニック場などレクリエーション設備が何でも揃っている。

## 大衆文化の中で
- 1999年の映画Outside Providenceでは、登場人物ティム・ダンフィーがポータケット（プロビデンスの直ぐ外側の都市）で育った。警察署などポータケットの多くの場所が映画に映された。
- 1996年の映画『アメリカン・バッファロー』はポータケットで撮影された。
- アニメ作品『ファミリー・ガイ』ではポータケットが何度か言及されており、このアニメの初期にピーター・グリフィンが働いた会社はハッピー・ゴー・ラッキー玩具会社と呼ばれ、ポータケットにある玩具会社ハズブロの名前を捩ったものである。また、"ポータケット・ブリュワリー"という架空の醸造所（実際のポータケットには醸造所は無い）や"ポータケット・パット"という人物も登場した。
- 1993年12月、NBCテレビの短期間のホームコメディ"Nurses"の登場人物はポータケットを穴と呼んだ。当時の市長ボブ・メティビアが1ヵ月後にゲスト出演して謝罪を求めた。
- トールマン高校の室内プールは1990年の映画『恋する人魚たち』の撮影に使われた。

## 著名な住人

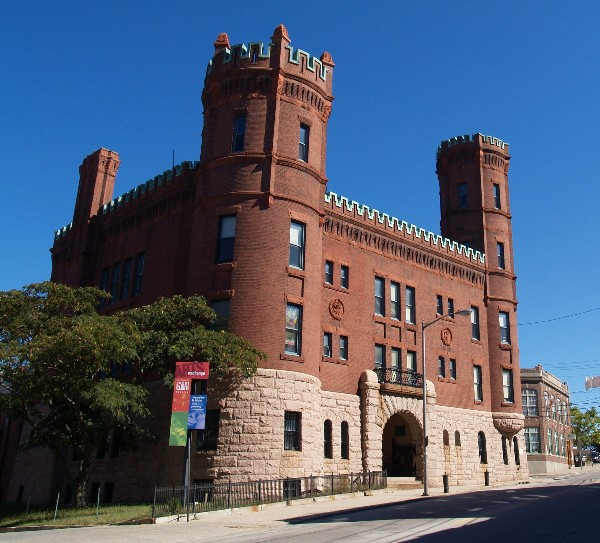
ポータケット武器庫芸術センター（元武器庫）、サンドラ・ファインシュタイン・ガム劇場を収める

- アダム・J・バーロー、バスケットボール選手
- ウィラード・L・ボーラック、外交官
- ドン・ブースケット、漫画家
- ジョン・B、シンガーソングライター
- アーニー・カルバリー、バスケットボール選手
- ウェンディ・カルロス、作曲家、電子音楽家
- アラム・コバニアン、心臓専門医
- ルース・クリフォード女優、無声映画のスター
- マイク・コール、俳優
- ジム・コナーズ、ラジオ・パーソナリティ
- トマス・ガーディナー・コーコラン、フランクリン・ルーズベルト大統領の補佐官
- マイケル・コレント、独立系映画監督
- アリス・ドラモンド、女優
- ジャック・ダフィ、俳優
- ジョセフ・L・フィッシャー、バージニア州選出アメリカ合衆国下院議員
- ジョエル・カロウ、ジャーナリスト、編集者、著作家
- デヴィッド・ハートマン、テレビ・パーソナリティ
- レイモンド・フッド、建築家
- ゴールウェイ・キネル、詩人
- ジョン・ラローズ、野球選手
- アービング・R・レバイン、ジャーナリスト、外国特派員
- ケヴィン・リマ、映画監督
- ピーター・マニフレド、ボクサー
- ロザリオ・マッゼオ、クラリネット奏者
- ルイス・モナスト、ロードアイランド州選出アメリカ合衆国下院議員
- エイブラハム・ネサンソン（1929年-2010年）、ゲームのバナナグラムズの開発者
- モリス・ネサンソン、建築家
- チェット・ニコルズ・ジュニア、野球選手
- サム・パッチ、冒険家
- ゲーリー・フィルビン、アメリカンフットボール選手
- ジョン・ポラード、競馬の騎手
- デビッド・ローリングス、音楽家
- チャールズ・ライリー、小説家
- アル・ロッコフ、報道写真家
- ケン・ライアン、野球選手
- ウォルター・スクローダー、著作家、講演者
- サミュエル・スレーター、工業資本家
- ハンク・ソア、アメリカンフットボール選手、野球の審判
- サミュエル・スタークウェザー、クリーブランド市長
- ミントン・ウォーレン、学者
- ティム・ホワイト、プロレスのレフェリー
- ゲーリー・ホワイトヘッド、詩人、画家
- ジェフ・ザビア、バスケットボール選手
- レス・ポーソン、ボストン・マラソンで3度優勝

### 姉妹都市
イギリス、ダービーシャー、ベルパー：サミュエル・スレーターがここのジェデディア・ストラットに徒弟奉公し、リチャード・アークライトの水紡機の秘密を学んだ（この地域では「スレーター・ザ・トレーター（裏切り者）」と呼ばれることがある）。